# Mario Schiff
Mario Lodovico Schiff (1868 - 1915), bibliógrafo, hispanista y medievalista italiano. 

## Biografía
Era un italiano de padres alemanes que estudió en Suiza y dominó el francés; fue discípulo predilecto del hispanista francés Alfred Morel-Fatio, archivero y paleógrafo y profesor del Reale Istituto de Florencia. Escribió algunos trabajos para la revista de su mentor, Bulletin Hispanique y los Studi di filologia romanea. Fue amigo de Marcelino Menéndez Pelayo, quien le abrió las puertas de las bibliotecas españolas. Estuvo en el Archivo general de la Corona de Aragón estudiando las relaciones comerciales entre la República de Florencia y Barcelona en la época medieval, pero su trabajo más importante, de formidable y rigurosa erudición, fue La biblioteca del Marqués de Santillana (París, 1905), en el que estudió la composición y orígenes de la que fue biblioteca más importante de su tiempo en Castilla, seguida de lejos por la del primer Conde de Haro y la del tercer Conde de Benavente. Este estudio continúa vigente todavía en la actualidad. También descubrió y estudió lo que creyó la primera traducción al español de la Divina Comedia de Dante Alighieri, por parte del Marqués de Villena. Fue amigo de Miguel de Unamuno, con quien se carteó deste Italia.

## Obras
- La Bibliothèque du marquis de Santillane : étude historique et bibliographique de la collection de livres manuscrits de don Inigo Lopez de Mendoza, 1398-1458, marques de Santillana, conde del Real de Manzanares, humaniste et auteur espagnol célèbre, París: Émile Bouillon, 1905. Reimpreso en Ámsterdam: Gerard Theo Van Heusden, 1970.
- La Fille d'alliance de Montaigne, Marie de Gournay : essai suivi de "L'égalité des hommes et des femmes" et du "Grief des dames" Paris: H. Champion, 1910.
- "La première traduction espagnole de la Divine comédie", inserto en el Homenaje á Menéndez y Pelayo (tomo I, págs. 269-307, 1899.
- Éditions & traductions italiennes des oeuvres de Jean-Jacques Rousseau, 1908.

- Datos: Q3293561